# Partito dei Comunisti del Kirghizistan
il Partito dei Comunisti del Kirghizistan (in kirghiso Кыргызстан Коммунисттеринин Партиясы?, Kırgızstan Kommunistterinin Partiyası) è un partito politico comunista del Kirghizistan fondato il 22 giugno 1992.
È stato il più grande partito del Consiglio supremo del Kirghizistan tra il 2001 e il 2005 con 15 seggi su 60, prima del 2005 aveva solo 1 seggio su 75.
il partito era guidato da Absamat Masaliyev, un ex leader del Kirghizistan durante l'epoca sovietica prima della sua morte avvenuta nel 2004, l'attuale presidente del partito è  Bumairam Mamaseitova.
Il partito pubblica il quotidiano Pravda Kyrgyzstana.
Il partito si considera il successore del Partito Comunista del Kirghizistan, partito dominante del paese durante l'epoca sovietica.